# Alep Uttjajaure
Alep Uttjajaure är en sjö i Jokkmokks kommun i Lappland och ingår i Luleälvens huvudavrinningsområde. Sjön har en area på 1,01 kvadratkilometer och ligger 543 meter över havet. Alep Uttjajaure ligger i Udtja Natura 2000-område. Sjön avvattnas av vattendraget Alep Uttjajåkkå.

## Delavrinningsområde
Alep Uttjajaure ingår i det delavrinningsområde (738823-162860) som SMHI kallar för Utloppet av Alep Uttjajaure. Medelhöjden är 602 meter över havet och ytan är 16,73 kvadratkilometer. Det finns ett avrinningsområde uppströms, och räknas det in blir den ackumulerade arean 39,58 kvadratkilometer. Alep Uttjajåkkå som avvattnar avrinningsområdet har biflödesordning 4, vilket innebär att vattnet flödar genom totalt 4 vattendrag innan det når havet efter 259 kilometer. Avrinningsområdet består mestadels av skog (54 procent) och sankmarker (39 procent). Avrinningsområdet har 1,1 kvadratkilometer vattenytor vilket ger det en sjöprocent på 6,6 procent.